# Lova Herren! Han är vår Gud
Lova Herren! Han är vår Gud är en psalm med text och musik skriven 1960 av Ruben Fridolfson.

## Publicerad i
- Segertoner 1988 som nr 337 under rubriken "Lovsång och tillbedjan".[1]